# Аромашевское сельское поселение
Аромашевское се́льское поселе́ние — муниципальное образование в Аромашевском районе Тюменской области Российской Федерации.
Административный центр — село Аромашево.

## История
Статус и границы сельского поселения установлены Законом Тюменской области от 5 ноября 2004 года № 263 «Об установлении границ муниципальных образований Тюменской области и наделении их статусом муниципального района, городского округа и сельского поселения».

## Население
| 2010  | 2011  | 2012  | 2013  | 2014  | 2015  | 2016  |
| ----- | ----- | ----- | ----- | ----- | ----- | ----- |
| 5803  | ↘5770 | ↘5721 | ↘5691 | ↘5640 | ↘5562 | ↗5566 |
| 2017  | 2018  | 2019  | 2020  | 2021  | 2023  |       |
| ↘5504 | ↘5425 | ↘5364 | ↘5267 | ↗5797 | ↘5736 |       |

## Состав сельского поселения
| № | Населённый пункт | Тип населённого пункта       | Население |
| - | ---------------- | ---------------------------- | --------- |
| 1 | Аромашево        | село, административный центр | ↗5420     |
| 2 | Балаганы         | деревня                      | ↗11       |
| 3 | Большескаредная  | деревня                      | ↘127      |
| 4 | Октябрьский      | посёлок                      | ↘33       |
| 5 | Чигарёва         | деревня                      | ↗259      |